# Grób żołnierzy węgierskich w Katowicach
Grób żołnierzy węgierskich w Katowicach – miejsce pochówku 29 węgierskich żołnierzy wymordowanych przez Armię Czerwoną 28 stycznia 1945 roku, położone przy ulicy Węgierskiej w Katowicach, na obszarze dzielnicy Murcki. Obsługiwali oni baterie dział przeciwlotniczych i walczyli u boku sił niemieckich. Grób powstał około dwa miesiące po zbrodni.

## Lokalizacja
Grób znajduje się na terenie Lasów Murckowskich, a dokładniej przy ulicy Węgierskiej. 21 grudnia 2011 roku Rada Miasta Katowice nadała taką nazwę ulicy łączącej ulicę Pawła Kołodzieja z ulicą Białobrzeską.

## Okoliczności powstania grobu
W czasach wojny młodzi Węgrzy obsługiwali baterie dział przeciwlotniczych nieopodal dzisiejszej stacji benzynowej MOL. 27 stycznia 1945 roku ze strony Wesołej nadjechały sowieckie czołgi. Poza kapelanem, który zdążył zbiec, Węgrzy nie uciekli, a dobrowolnie się poddali. Na noc trafili do baraku. Nazajutrz rano zostali wyprowadzeni boso w głąb lasu na Dolinkę murckowską, tam zostali rozstrzelani. Zamarznięte ciała 29 Węgrów leżały w dolince przez dwa miesiące. Po roztopach mieszkańcy Murcek pochowali Węgrów we wspólnej mogile. Kiedy w 1989 roku powstało koło Murcki Związku Górnośląskiego jako organizacja postanowili oni zaopiekować się grobem, teraz podejmują dużo działań związanych z tym miejscem np. odprawiają wszelkie uroczystości.   

## Odsłonięcie tablicy i odnowienie

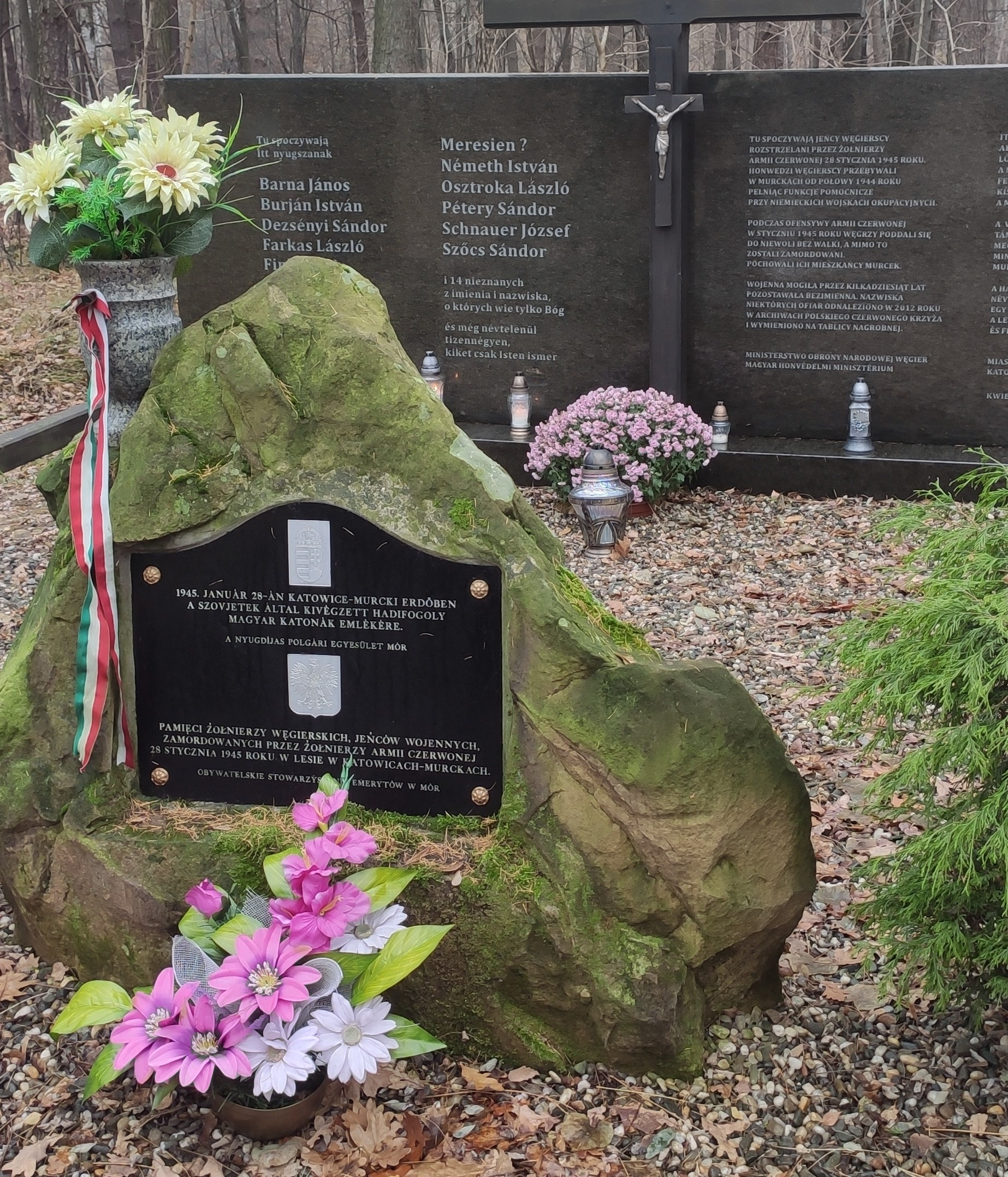
Kamień z tablicą ku czci żołnierzy węgierskich wymordowanych przez Armię Czerwoną w 1945 roku

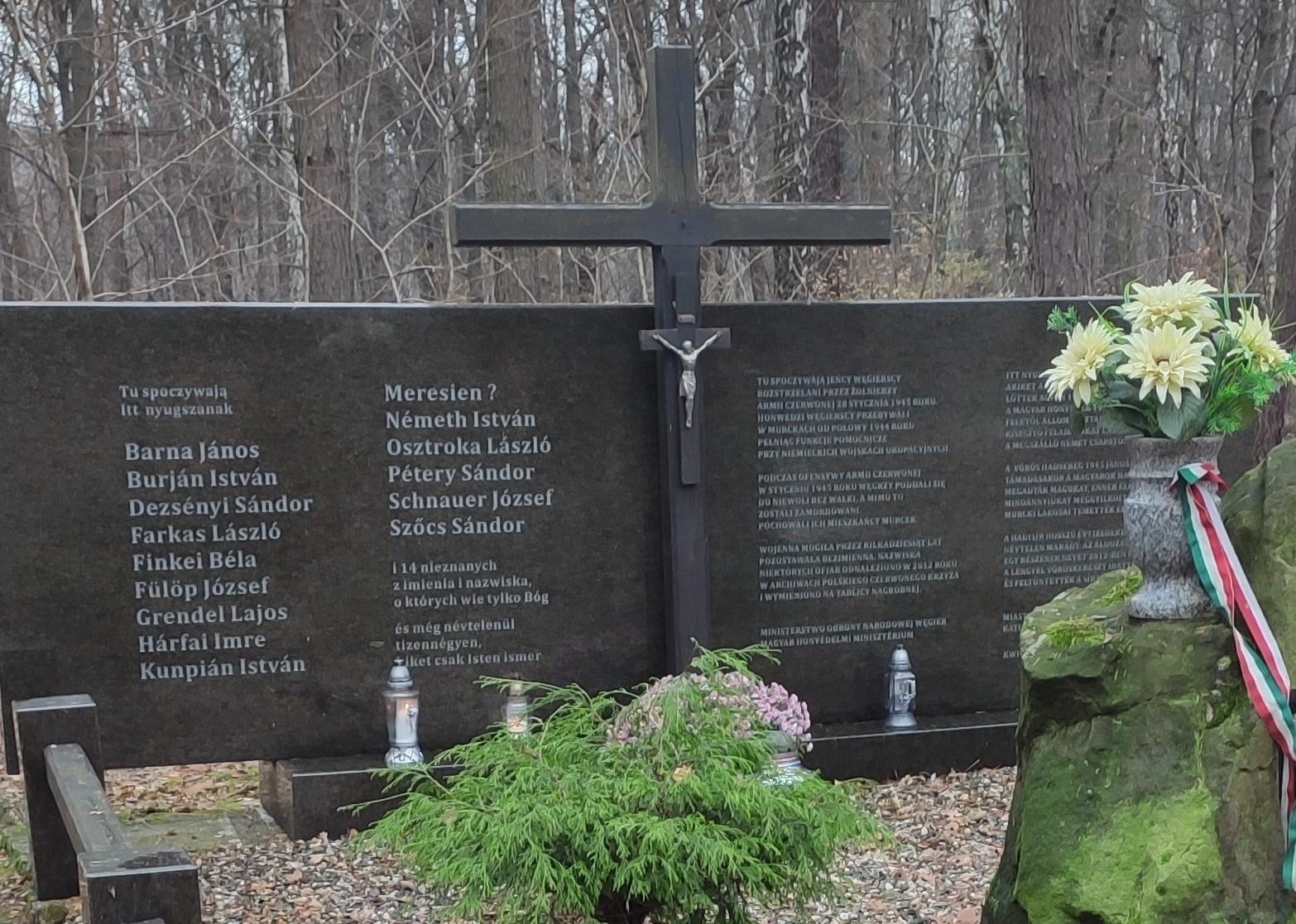
Tablica z 15 nazwiskami żołnierzy węgierskich wymordowanych przez Armię Czerwoną w 1945 roku

W Murckach 3 sierpnia 2011 roku odbyła się uroczystość odsłonięcia kamienia z tablicą ku czci żołnierzom węgierskim. Fundatorem był Ferenc Schmidt oraz węgierskie Stowarzyszenie Emerytów w Mór. Uroczystość przygotowana przez koło Murcki – Związek Górnośląski rozpoczęła się odegraniem hymnów Polski i Węgier przez orkiestrę dętą kopalni „Murcki-Staszic”. Odmówiono modlitwy w języku polskim i węgierskim i poświęcono tablicę o następującej treści: 
Pamięci żołnierzy węgierskich, jeńców wojennych,
zamordowanych przez żołnierzy Armii Czerwonej
28 stycznia 1945 roku w lesie w Katowicach-Murckach
Obywatelskie Stowarzyszenie Emerytów w Mór
4 kwietnia 2013 roku odnowiono mogiłę. Została dostawiona i poświęcona tablica z 15 nazwiskami żołnierzy węgierskich, które udało się ustalić Instytutowi Pamięci Narodowej. Obecni byli tam liczni goście węgierscy, którzy dziękowali Polakom za wieloletnią i bezinteresowną opiekę nad grobem ich rodaków.

### Nazwiska pochowanych Węgrów
Tu spoczywają
- Barna János
- Burján István
- Dezsényj Sándor
- Farkas László – szeregowiec (Honwed)
- Kunpián István
- Fülöp József – szeregowiec
- Grendel Lajos
- Hárfai Imre
- Kunpián István
- Meresien? – szeregowiec
- Németh István
- Osztroka László
- Pétery Sándor
- Schnauer József
- Szőcs Sándor – szeregowiec (Őrkény)

i 14 nieznanych z imienia i nazwiska.